# Keszi (település)
Keszi (Chisău) falu Romániában. Szatmár megye egyik települése.

## Fekvése
Tasnád városától délnyugatra fekszik.

## Története
Első említése 1475-ből származik, ekkor nevét Kezy-nek írták. 
1516-ban Kezy, 1547-ben Kezi néven fordult elő, amikor Szodorói Péter eladta Szodorói Györgynek.
1520-ban Pelei Fülöp és Szunai István adták át a falut Ungvári Péternek.
1682-ben a törökök pusztították el a települést, mely ezután sokáig néptelenül állt.
Az 1794-ben végzett összeíráskor már két külön néven: Nemes-Keszi-ként, valamint Oláh-Keszi-ként írták össze.
1847-ben végzett összeíráskor Nemes-Keszi lakosainak száma 183 fő volt, melyből római katolikus 3, református 180 fő volt.
1919-ig Magyarországhoz tartozott, Szilágy vármegye részeként. 1910-ben 269 magyar lakosa volt. 
1992-ben 327 magyar és román nemzetiségű lakos lakta. A magyarok a lakosság 83%-át alkotják.

## Nevezetességek
- Oláhkeszi görögkatolikus fatemploma.